# ゲット・ア・グリップ
『ゲット・ア・グリップ』 (GET A GRIP) は、アメリカのロックバンド、エアロスミスのスタジオ・アルバム。

## 解説
エアロスミス初の全米アルバムチャート1位を獲得し、年間チャートでも1993年14位/1994年21位と、2年にわたるロングセラーを記録した。「アメイジング」（全米24位）、「クライン」（同12位）、「リヴィング・オン・ジ・エッジ」（同18位）、「クレイジー」（同17位）といったシングル・ヒットも生み出す。
ジム・ヴァランス、デズモンド・チャイルド、リッチー・スパ、マーク・ハドソン、テイラー・ローズなどの外部ライターとの共作が多く収録され、このアルバムから、2012年リリースの『ミュージック・フロム・アナザー・ディメンション!』まで、スティーヴンやジョー以外のメンバーが楽曲制作に関与することが少なくなった。レニー・クラヴィッツが「ライン・アップ」の作曲とボーカルに参加。当時、ダム・ヤンキースで活動していたジャック・ブレイズとトミー・ショウも曲作りに参加している。

## 収録曲
13.はボーナス・トラック。
1. イントロ - Intro
2. イート・ザ・リッチ - Eat the Rich 
Words/Music:Steven Tyler, Joe Perry, Jim Vallance
  - 2ndシングル。ミュージック・ビデオでは、1曲目との組曲として扱われており、ライブでも時折披露されることがある。「ホンダ・インテグラ」CM曲。
3. ゲット・ア・グリップ - Get a Grip 
Words/Music:S. Tyler, J. Perry, J. Vallance
4. フィーヴァー - Fever 
Words/Music:S. Tyler, J. Perry
5. リヴィング・オン・ジ・エッジ - Livin' on the Edge 
Words/Music:S. Tyler, J. Perry, Mark Hudson
  - 1stシングルで、アルバム先行シングルカット作品。エアロスミスの楽曲で初めてマーク・ハドソンが制作に関与した楽曲であり、この曲でグラミー賞を受賞した。
6. フレッシュ - Flesh 
Words/Music:S. Tyler, J. Perry, Desmond Child
7. ウォーク・オン・ダウン - Walk on Down 
Words/Music:J. Perry
  - ジョーがリードヴォーカルを取る楽曲。
8. シャット・アップ・アンド・ダンス - Shut Up and Dance 
Words/Music:S. Tyler, J. Perry, Jack Blades, Tommy Shaw
  - 5thシングル。
9. クライン - Cryin'  
Words/Music:S. Tyler, J. Perry, Taylor Rhodes
  - 3rdシングル。
10. ゴッタ・ラヴ・イット - Gotta Love It 
Words/Music:S. Tyler, J. Perry, M. Hudson
11. クレイジー - Crazy 
Words/Music:S. Tyler, J. Perry, D. Child
12. ライン・アップ - Line Up 
Words/Music:S. Tyler, J. Perry, Lenny Kravitz
13. キャント・ストップ・メッシン - Can't Stop Messin'  
Words/Music:S. Tyler, J. Perry, J. Blades, T. Shaw
14. アメイジング - Amazing 
Words/Music:S. Tyler, Richie Supa
  - 4thシングル。
15. ブギー・マン - Boogie Man

## 参加ミュージシャン
- スティーヴン・タイラー - ボーカル、キーボード、ハーモニカ、マンドリン
- ジョー・ペリー - ギター、ダルシマー、リード・ボーカル（on「ウォーク・オン・ダウン」）
- ブラッド・ウィットフォード - ギター
- トム・ハミルトン - ベース
- ジョーイ・クレイマー - ドラムス、パーカッション

ゲスト・ミュージシャン
- ジョン・ウェブスター - キーボード
- デスモンド・チャイルド - キーボード（on「クレイジー」）
- リッチー・スパ - キーボード（on「アメイジング」）
- レニー・クラヴィッツ - ボーカル（on「ライン・アップ」）
- ドン・ヘンリー - バッキング・ボーカル（on「アメイジング」）
- ザ・マルガリータ・ホーンズ（Tom Keenlyside, Bob Rogers, Ian Putz, Paul Baron, Bruce Fairbairn） - ホーン・セクション